# Mirko Petrović-Njegoš

Mirko Petrović-Njegoš, circa 1860

Mirko Petrović-Njegoš (serbisch-kyrillisch Мирко Петровић-Његош; * 19. August 1820 in Njeguši, Fürstbistum Montenegro; † 1. August 1867) war ein montenegrinischer Militärkommandeur, Diplomat und Dichter. Er gehörte dem Haus Petrović-Njegoš an. Ihm wurde der Titel veliki vojvoda (Deutsch: Großfürst) von Grahovo verliehen. Er ist auch als Vojvoda Mirko bekannt.

## Werdegang
Mirko Petrović-Njegoš war Sohn von Stanko Petrović-Njegoš und seiner Ehefrau Krstinja Vrbica. Er war der ältere Bruder von Danilo II. Petrović-Njegoš und Neffe von Petar II. Petrović-Njegoš, beides Fürstbischöfe von Montenegro. Mirko Petrović-Njegoš wurde durch seinen Sieg in der Schlacht von Grahovac am 1. Mai 1858 bekannt, in der er die montenegrinische Armee gegen das Heer des Osmanischen Reiches anführte.
Sein episches Werk Junački spomenik (Deutsch: „Heldendenkmal“) erschien im Jahr 1864 in der damaligen montenegrinischen Hauptstadt Cetinje. Es verherrlicht Montenegro und die Montenegriner. Des Weiteren erzählt es von den großen Siegen über das Osmanische Reich.
Petrović-Njegoš heiratete am 26. Oktoberjul. / 7. November 1840greg. seine Ehefrau Stana Martinović (* 15. Junijul. / 27. Juni 1824greg. in Bajice, Fürstentum Montenegro; † 31. Dezember 1893jul. / 12. Januar 1894greg. in Cetinje, Fürstentum Montenegro) in Njeguši. Das Paar hatte drei Kinder, Nikola (* 25. Septemberjul. / 7. Oktober 1841greg.; † 1. März 1921), Prinzessin Anastasia († 29. März 1879), verheiratet mit Sava Plamenac, und Prinzessin Maria, verheiratet mit Kapitän Y. Gopcević